# Mastomys coucha
Mastomys coucha, o rato-de-bolanha, é uma espécie de roedor da família Muridae.
Pode ser encontrada nos seguintes países: Angola, Botswana, Guiné-Bissau, Lesoto, Moçambique, Namíbia, África do Sul e Zimbabwe.
Os seus habitats naturais são: savanas áridas, savanas húmidas, matagal árido tropical ou subtropical, terras aráveis e jardins rurais.